# Caldencyrtus
Caldencyrtus is een geslacht van vliesvleugeligen uit de familie Encyrtidae. De wetenschappelijke naam van dit geslacht is voor het eerst geldig gepubliceerd in 1996 door Noyes & Hanson.

## Soorten
Het geslacht Caldencyrtus omvat de volgende soorten:
- Caldencyrtus acamas Noyes & Hanson, 1996
- Caldencyrtus antander Noyes & Hanson, 1996
- Caldencyrtus mitchelli Noyes & Hanson, 1996